# Frigil del Perú
El frigil del Perú (Phrygilus punensis) és un ocell de la família dels tràupids (Thraupidae).

## Hàbitat i distribució
Habita camp obert, barrancs i penya-segats dels Andes, al sud-est del Perú i oest de Bolívia.